# Andrias Christian Evensen
Andrias Christian Evensen, född 6 december 1874 i Viðareiði, död 21 oktober 1917 i Köpenhamn, var en färöisk präst, redaktör, skolboksförfattare och politiker. Tillsammans med Jákup Dahl var han en tidig förkämpe för det färöiska språket.

## Biografi
Evensen var son till Jens Christian Evensen (1840–1904) från Hvalba och Anna Maria Nicolina Lützen från Tórshavn. Fadern var präst och blev med tiden utsedd till Färöarnas prost.
Evensen gick i realskolan i Tórshavn och han tog studentexamen 1894 på Sorø Akademi i Danmark. Efter studier på Köpenhamns universitet blev han 1901 teologie kandidat. 

### Språkmannen
Efter en religiös kris ägnade han sig helhjärtat åt det färöiska språket och hade ambitionen att skapa en färöisk ordbok och att översätta bibeln till färöiska. Han blev inte klar med ordboken, men hans arbete utgjorde grund för den första färöisk-danska ordboken av Mads Andreas Jacobsen och Christian Matras som utkom 1928.[3]. Bibelöversättningen övertogs av vännen Jákup Dahl. 
Evensen insåg tidigt att om det färöiska språket skulle kunna hävda sig mot danskan, så var det inte nog med lagstiftning, utan det krävdes tillgång till texter för skola och kyrka. Därför ägnade sig Evensen åt att ge ut läseböcker för såväl barn, vuxna som lärare och tillsammans med Rasmus Rasmussen og Anton Degn bildade han 1907 bokförlaget Hitt føroyska Bókamentafelagið.

### Prästen
Den 8 mars 1902 utnämndes Evensen till präst i Sandur och han flyttade i maj hem till Föräarna från Danmark. Han uppehöll tjänsten i Sandur fram till 1917. Kort före sin död i oktober, blev han i april 1917 Färöarnas prost. Efterträdare blev Jákup Dahl.

### Politikern
Evensen hade redan under studieåren i Köpenhamn blivit medlem av Føroyingafelags och han ingick i dess styrelse 1896-1901 och var ordförande 1896 till 1899. Han var ledamot av Färöarnas lagting för Sandoy 1908–1917. 
Från 1906 var han redaktör för Føringatíðindi. Evensen blev alltmer oenig rörande partilinjen, där han strävade efter Färöarnas fulla oberoende, medan partiet nöjde sig med gradvisa reformer. Han lämnade 1914 Sjálvstýrisflokkurin och var därefter oavhängig ledamot.

### De sista åren
Evensens sista år präglades av motgångar: han blev inte utsedd till kyrkoherde i Thorshávn; han lämnade desillusionerad sitt gamla parti 1914; han hade en dålig rygg som inte blev bättre efter behandling i Danmark 1914-1915. Han blev dessutom 1916 indragen i en skandalhistoria i pressen rörande ett påstått faderskap och han utsattes för ett mediadrev. Emellertid blev han till sist utnämnd till Färöarnas prost i april 1917, men hans hälsotillstånd försämrades så att han tvangs till en ny sjukresa till Danmark. Där upptäckte man även en allvarlig magsjukdom och Evensen avled efter tre misslyckade operationer den 21 oktober 1917. Han ligger begravd på Vestre Kirkegård i Köpenhamn.
Den 19 maj 2008 gav Postverk Føroya ut ett frimärke till Evensens minne.